# Bougiebehandling
En bougie er et kirurgisk instrument til behandling af forsnævringer i rørformede hulorganer, som spiserør, urinrør m.fl.
En bougie blev oprindeligt fremstillet af voks, formet som en kærte, tænkt til afbrænding i en klosterkirke. Bougien viste sig anvendelig til behandling af urinrørsforsnævringer, og blev efterhånden fremstillet af andre materialer, lak, gummi og nyere kunststoffer.